# سوپر انجل
سوپر انجل (انگلیسی: Super angel) یا «ابر فرشته» اصطلاحی بود که در اوایل دهه ۲۰۱۰ برای توصیف سرمایه‌گذاران سرمایه‌گذاری خطرپذیر که زمانی سرمایه‌گذاران فرشته بودند و متعاقباً صندوق‌های سرمایه‌گذاری خطرپذیر کوچک را جمع‌آوری کردند، استفاده می‌شد.

## لیست سرمایه گذاران سوپر انجل
| نام صندوق              | افراد کلیدی                                                   | شرکت‌های انتخاب شده در نمونه کارها                       |
| ---------------------- | ------------------------------------------------------------- | ------------------------------------------------------- |
| شرکت‌های کانواس         | رِبکا لین پل هسیو                                              | "کلوب وام"                                              |
| ۵۰۰ راه اندازی         | دیو مک کلور                                                   | SlideShare, CrowdFlower، یودمی                          |
| شرکت‌های فلیسیس         | آیدین سنکوت                                                   | مراکی مینت.کامMint.com                                  |
| صندوق فلو گیت          | مایک میپلز جونیور، آن میورا کو                                | چک، دازینت، دیگ، توییتر                                 |
| کلکسیون بنیانگذاران    | کاترینا فاک، کریس دیکسون دیوید فرانکل اریک پلی میکا روزن بلوم | اوبر کوپانگ میز تجارت پیل پک، سیټ گیک                   |
| صندوق بنیانگذاران      | پیتر تیل شون پارکر کن هاوری لوک نوسک                          | گوالا علل، فیس بوک کوانت کاست اسپیس اکس اسپاټیفیاسپوتفی |
| هاریسون متال           | مایکل دیرنگ                                                   | آدموب لوموسیت آردورکخرس                                 |
| شرکت‌های لرر هیپو ونچرز | کِنِت لِرر، بن لِر                                                |                                                         |
| سرمایه کوچک            | کریس ساکا                                                     | توییتر بیت لی، اوبر                                     |
| شرکت‌های روشنگر         | ماگنس برگمن                                                   | صداگر راست پریزی                                        |
| SoftTech VC            | جف کلاوی                                                      | تپالو ریپلیف                                            |
| فرشته SV               | رون کنوی دیوید لی مایک گفاری، براین پوکرنی (سابق)             | گوگل پرس جیوس، فیس بوک بازفید پی پالپایل                |
| سرمایه رشد             | جوشوا کوشنر                                                   | وستو                                                    |